# تقنية فيبوناتشي للبحث
في علم الحاسوب، تقنية فيبوناتشي للبحث (بالإنجليزية: Fibonacci search technique)‏ هي طريقة للبحث تمكن من ايجاد قيمة معينة في جدول مرتب مستعملةً خوارزمية فرق تسد.